# Ciliocincta
Genre
Ciliocincta est un genre d'orthonectides de la famille des Rhopaluridae.

## Description
Ce sont des parasites d'invertébrés marins.

## Liste des espèces
Selon George Slyusarev dans Joel Hallan :
- Ciliocincta akkeshiensis Tajika, 1979
- Ciliocincta julini (Caullery & Mesnil, 1899)
- Ciliocincta sabellariae Kozloff, 1965

## Publication originale
- Kozloff, 1965 : Ciliocincta sabellariae gen. and sp. n., an Orthonectid mesozoan from the polychaete Sabellana cementarium Moore. Journal of Parasitology, vol. 51, p. 37-44.